# Dichilanthe
Dichilanthe är ett släkte av måreväxter. Dichilanthe ingår i familjen måreväxter.
Kladogram enligt Catalogue of Life:
| Dichilanthe | \| \| Dichilanthe borneensis \| \| \| \| \| \| Dichilanthe zeylanica \| \| \| \| |
|             | \| \| Dichilanthe borneensis \| \| \| \| \| \| Dichilanthe zeylanica \| \| \| \| |
|             | Dichilanthe borneensis                                                           |
|             |                                                                                  |
|             | Dichilanthe zeylanica                                                            |
|             |                                                                                  |